# Stuccocheratosi
La stuccocheratosi è una forma di cheratosi seborroica caratterizzata da un tipo di lesione sbiadita od opaca. Dal punto di vista istologico, la lesione si presenta come una struttura a composizione collagenica da cui si dipartono svariate protuberanze - a forma di guglia - di cellule epidermiche.
Sono generalmente presente in contemporanea più lesioni in uno stesso individuo. Le lesioni stuccocheratosiche hanno un colore che va dal marrone chiaro al biancastro, e presentano un diametro non superiore a pochi millimetri. Spesso queste lesioni vengono riscontrate sulla cute della regione distale della tibia, delle caviglie e dei piedi.
Una volta rilevata la presenza di lesioni stuccocheratosiche, non è necessario alcun particolare trattamento.